# Eilmsen
Eilmsen ist ein Dorf und eine Gemarkung in der Gemeinde Welver im Kreis Soest in Nordrhein-Westfalen. Von 1920 bis 1969 war Eilmsen eine eigenständige Gemeinde im alten Kreis Soest. Der Ortsteil Vellinghausen-Eilmsen hat 964 Einwohner (Stand 31. Dezember 2024).

## Geographie
Eilmsen liegt im äußersten Nordwesten der Gemeinde Welver und bildet zusammen mit Vellinghausen den Welveraner Ortsteil Vellinghausen-Eilmsen, der zugleich auch einer der 12 Bezirke der Gemeinde Welver ist.

## Geschichte
Der Ort wurde im Jahr 890 unter der Bezeichnung Egilmaringhusen  erstmals erwähnt. Das Dorf Eilmsen gehörte bis 1920 zur Gemeinde Vellinghausen im Amt Borgeln des Landkreises Soest im westfälischen Regierungsbezirk Arnsberg. 1920 wurde das Dorf aus der Gemeinde Vellinghausen ausgegliedert und zu einer eigenständigen Gemeinde erhoben. Durch das Gesetz zur Neugliederung des Landkreises Soest und von Teilen des Landkreises Beckum wurde Eilmsen am 1. Juli 1969 Teil der Gemeinde Welver.

## Einwohnerentwicklung
| Jahr | Einwohner | Quelle |
| ---- | --------- | ------ |
| 1933 | 243       | [ 5 ]  |
| 1939 | 247       | [ 5 ]  |
| 1946 | 392       | [ 6 ]  |

## Sport
Der örtliche Sportverein ist der SV Eilmsen-Vellinghausen.